# Município de Bucyrus (condado de Crawford, Ohio)
Localização do Ohio nos E.U.A.
O município de Bucyrus (em inglês: Bucyrus Township) é um local localizado no condado de Crawford no estado estadounidense de Ohio. No ano 2010 tinha uma população de 835 habitantes e uma densidade populacional de 10,26 pessoas por km².

## Geografia
O município de Bucyrus encontra-se localizado nas coordenadas 40° 46′ 03″ N, 83° 01′ 24″ O. Segundo a Departamento do Censo dos Estados Unidos, o município tem uma superfície total de 81.35 km², da qual 81.11 km² correspondem a terra firme e (0.29%) 0.24 km² é água.

## Demografia
Segundo o censo de 2010, tinha 835 pessoas residindo no município de Bucyrus. A densidade de população era de 10,26 hab./km².